# Mohamed Al Shamsi
Mohamed Al Shamsi (arabe : محمد حسن الشامسي), né le 4 janvier 1997 à Charjah aux Émirats arabes unis, est un joueur de football international émirati, qui évolue au poste de gardien de but.

## Biographie

### Carrière en sélection
Avec les moins de 17 ans, il participe à la Coupe du monde des moins de 17 ans en 2013. Lors du mondial junior organisé dans son pays natal, il joue trois matchs, avec pour résultats trois défaites.
Par la suite, avec l'équipe des moins de 23 ans, il participe aux Jeux asiatiques en 2018.
Il joue son premier match avec l'équipe des Émirats arabes unis le 17 décembre 2017, en amical contre l'Irak. Toutefois, ce match n'est pas reconnu par la FIFA.
En janvier 2019, il est retenu par le sélectionneur Alberto Zaccheroni afin de participer à la Coupe d'Asie des nations organisée dans son pays.

## Palmarès
- Vice-champion des Émirats arabes unis en 2018 avec l'Al Wahda FC